# Битва при Спартоле
Битва при Спартоле — сражение между афинскими и халкидскими войсками в ходе Пелопоннесской войны.

## Предыстория
Военные действия на Халкидике начались сразу же после начала войны. Ещё в 432 году до н. э. афиняне осадили Потидею. Коринфяне, союзники Спарты, отправили отряд на помощь Потидее. Зимой 430—429 до н. э. жители Потидеи сдались.
Летом 429 до н. э. афиняне послали войско во главе с Ксенофонтом, сыном Еврипида, на Халкидику, чтобы воевать с халкидянами и боттиями. Афиняне подошли к Спартолу и стали уничтожать поля. Спартольцы отправили послов за помощью в Олинф. Спартольцы и олинфяне напали на афинян, но потерпели поражение и отступили в Спартол.

## Ход битвы
Когда к Спартолу подошло подкрепление из олинфских пелтастов, халкидяне напали на афинян. Те были вынуждены отступить. Собрав все силы, афиняне постарались перейти в наступление. Но халкидские всадники при поддержке пелтастов обратили их в бегство.

## Итоги
Афиняне потеряли 430 человек. Они бежали в Потидею от преследовавших их халкидских конников, а затем вернулись в Афины.